# Enicospilus capensis
Enicospilus capensis är en stekelart som först beskrevs av Carl Peter Thunberg 1822.  Enicospilus capensis ingår i släktet Enicospilus och familjen brokparasitsteklar. Inga underarter finns listade i Catalogue of Life.